# Arrondissement de Wesel
Pour les articles homonymes, voir Wesel (homonymie).
L'arrondissement de Wesel, en allemand Kreis Wesel, est une division administrative allemande, situé dans le land de Rhénanie-du-Nord-Westphalie.

## Situation géographique
L'arrondissement de Wesel (Kreis Wesel) est situé sur les deux rives du Rhin au nord du bassin de la Ruhr. Il est limitrophe des arrondissements de Viersen, de Clèves, de Borken et de Recklinghausen ainsi qu'avec les villes de Bottrop, Oberhausen, Duisbourg et Krefeld. L'arrondissement fait partie de la communauté régionale de la Ruhr et de l'eurorégion Rhein-Waal créée en 1973 à cheval sur l'Allemagne et les Pays-Bas.

## Histoire
L'arrondissement fut créé le 1er janvier 1975 par loi du 9 juillet 1974 en fusionnant les anciens arrondissements de Dinslaken, Moers et Rees.

## Communes
L'arrondissement compte 13 communes dont 9 villes:
- Alpen
- Dinslaken, ville
- Hamminkeln, ville
- Hünxe
- Kamp-Lintfort, ville
- Moers, ville
- Neukirchen-Vluyn, ville
- Rheinberg, ville
- Schermbeck
- Sonsbeck
- Voerde, ville
- Wesel, ville
- Xanten, ville

## Politique

### Élections du préfet (Landrat)
|       | Scrutin du 12 septembre 1999 | Scrutin du 12 septembre 1999 | Scrutin du 12 septembre 1999 | ballotage | ballotage | Scrutin du 26 septembre 2004 | Scrutin du 26 septembre 2004 | Scrutin du 26 septembre 2004 | ballotage | ballotage |
| Parti | Candidat                     | Votes                        | %                            | Votes     | %         | Candidat                     | Votes                        | %                            | Votes     | %         |
| ----- | ---------------------------- | ---------------------------- | ---------------------------- | --------- | --------- | ---------------------------- | ---------------------------- | ---------------------------- | --------- | --------- |
| SPD   | Bernhard Nebe                | 84 180                       | 42,8 %                       | 77 644    | 48,7 %    | Dr Ansgar Müller             | 82 857                       | 40,7 %                       | 60 414    | 52,1 %    |
| CDU   | Birgit Amend-Glantschnig     | 89 884                       | 45,7 %                       | 81 755    | 51,3 %    | Birgit Amend-Glantschnig     | 89 142                       | 43,8 %                       | 55 561    | 47,9 %    |
| Grüne | Frank-Michael Bindel         | 15 113                       | 7,7 %                        |           |           | Hubert Kück                  | 17 198                       | 8,4 %                        |           |           |
| FDP   | Dr Michael Terwiesche        | 7 540                        | 3,8 %                        |           |           | Dr Michael Terwiesche        | 14 348                       | 7,0 %                        |           |           |

### Élections du conseil (Kreistag)
|        | Scrutin du 12 septembre 1999 | Scrutin du 12 septembre 1999 | Scrutin du 12 septembre 1999 | Scrutin du 26 septembre 2004 | Scrutin du 26 septembre 2004 | Scrutin du 26 septembre 2004 |
| Parti  | Votes                        | %                            | Sièges                       | Votes                        | %                            | Sièges                       |
| ------ | ---------------------------- | ---------------------------- | ---------------------------- | ---------------------------- | ---------------------------- | ---------------------------- |
| CDU    |                              | %                            |                              | 84 197                       | 41,3 %                       | 27                           |
| SPD    |                              | %                            |                              | 77 698                       | 38,1 %                       | 25                           |
| Grüne  |                              | %                            |                              | 21 028                       | 10,3 %                       | 7                            |
| FDP    |                              | %                            |                              | 14 700                       | 7,2 %                        | 5                            |
| VWG    |                              | %                            |                              | 6 088                        | 3,0 %                        | 2                            |
| Indép. |                              | %                            |                              | 104                          | 0,1 %                        | 0                            |

## Juridictions
Juridiction ordinaire
- Cour d'appel (Oberlandesgericht) de Düsseldorf
  - Tribunal régional (Landgericht) de Cleves
    - Tribunal cantonal (Amtsgericht) de Moers : Moers, Neukirchen-Vluyn
    - Tribunal cantonal de Rheinberg : Alpen, Kamp-Lintfort, Rheinberg, Sonsbeck, Xanten

  - Tribunal régional de Duisbourg
    - Tribunal cantonal de Dinslaken : Dinslaken, Voerde
    - Tribunal cantonal de Wesel : Hamminkeln, Hünxe, Schermbeck, Wesel

Juridiction spéciale
- Tribunal supérieur du travail (Landesarbeitsgericht) de Düsseldorf 
  - Tribunal du travail (Arbeitsgericht) de Wesel
- Tribunal administratif (Verwaltungsgericht) de Düsseldorf
- Tribunal des affaires de Sécurité sociale (Sozialgericht) de Duisbourg